# Babak Payami
Babak Payami (in persiano: بابک پیامی; Teheran, 1966) è un regista e sceneggiatore iraniano.

## Filmografia
- One more day (Yek rouz bishtar) (1999)
- Il voto è segreto (Raye makhfi) (2001)
- Silenzio fra due pensieri (Sokoote beine do fekr) (2003)